# Major League Soccer 1998
Dieser Artikel ist eine Zusammenfassung der Major-League-Soccer-Saison 1998.

## Endergebnis
| Platz | Eastern Conference     | Punkte | Spiele | Siege | (SO) | Niederlagen | (SO) | Tore | Gegentore | Differenz | durchschnittlicher Besuch |
| ----- | ---------------------- | ------ | ------ | ----- | ---- | ----------- | ---- | ---- | --------- | --------- | ------------------------- |
| 1     | D.C. United            | 58     | 32     | 24    | (7)  | 8           | (3)  | 74   | 48        | +26       | 16,008                    |
| 2     | Columbus Crew          | 45     | 32     | 15    | (0)  | 17          | (5)  | 67   | 57        | +10       | 12,275                    |
| 3     | MetroStars             | 39     | 32     | 15    | (3)  | 17          | (0)  | 55   | 63        | −8        | 16,520                    |
| 4     | Miami Fusion           | 35     | 32     | 16    | (5)  | 17          | (0)  | 46   | 68        | −22       | 10,284                    |
| 5     | Tampa Bay Mutiny       | 34     | 32     | 12    | (1)  | 20          | (6)  | 46   | 57        | −11       | 14,152                    |
| 6     | New England Revolution | 29     | 32     | 11    | (2)  | 21          | (4)  | 53   | 66        | −13       | 19,188                    |
| Platz | Western Conference     | Punkte | Spiele | Siege | (SO) | Niederlagen | (SO) | Tore | Gegentore | Differenz | durchschnittlicher Besuch |
| 1     | LA Galaxy              | 68     | 32     | 24    | (2)  | 8           | (2)  | 85   | 44        | +41       | 21,784                    |
| 2     | Chicago Fire           | 56     | 32     | 20    | (2)  | 12          | (1)  | 62   | 45        | +17       | 13,796                    |
| 3     | Colorado Rapids        | 44     | 32     | 16    | (2)  | 16          | (2)  | 62   | 69        | −7        | 12,410                    |
| 4     | Dallas Burn            | 37     | 32     | 15    | (4)  | 17          | (2)  | 43   | 59        | −16       | 10,948                    |
| 5     | San Jose Clash         | 33     | 32     | 13    | (3)  | 19          | (5)  | 48   | 60        | −12       | 13,653                    |
| 6     | Kansas City Wizards    | 32     | 32     | 12    | (2)  | 20          | (4)  | 45   | 50        | −5        | 8,073                     |

## Torschützenliste
| Platz | Spieler             | Verein                 | Tore |
| ----- | ------------------- | ---------------------- | ---- |
| 1     | Stern John          | Columbus Crew          | 26   |
| 2     | Cobi Jones          | LA Galaxy              | 19   |
| 3     | Roy Lassiter        | D.C. United            | 18   |
|       | Raúl Díaz Arce      | New England Revolution | 18   |
| 5     | Welton              | Tampa Bay Mutiny       | 17   |
| 6     | Jaime Moreno        | D.C. United            | 16   |
| 7     | Giovanni Savarese   | MetroStars             | 14   |
| 8     | Wolde Harris        | Colorado Rapids        | 13   |
|       | Mauricio Cienfuegos | LA Galaxy              | 13   |
|       | Ronald Cerritos     | San Jose Clash         | 13   |

## Team-Auszeichnungen
- MLS Cup – Chicago Fire
- U.S. Open Cup – Chicago Fire
- MLS Supporters’ Shield – LA Galaxy

## Internationale Wettbewerbe
- CONCACAF Champions’ Cup 1998

D.C. United besiegt Joe Public FC aus Trinidad & Tobago 8:0 im Viertelfinale. Besiegt Deportivo Saprissa aus Costa Rica 2:0 im Halbfinale. Besiegt Toluca aus Mexiko 1:0 im Finale.
Colorado Rapids verliert gegen Club León aus Mexiko 4:3 nach Verlängerung in der Qualifikationsrunde.
- Copa Interamericana

D.C. United besiegt Copa Libertadores – Sieger CR Vasco da Gama 2:1 nach Verlängerung. Hinspiel im RFK Stadium; Rückspiel im Lockhart Stadium.

## Persönliche Titel
- Wertvollster Spieler: Marco Etcheverry, D.C. United
- Top Scorer: Stern John, Columbus Crew (57)
- Torschützenkönig: Stern John, Columbus Crew (26)
- Verteidiger des Jahres: Luboš Kubík, Chicago Fire
- Torwart des Jahres: Zach Thornton, Chicago Fire
- Anfänger des Jahres: Ben Olsen, D.C. United
- Trainer des Jahres: Bob Bradley, Chicago Fire
- Tor des Jahres: Brian McBride, Columbus Crew
- Fair Play: Thomas Dooley, Columbus Crew